# Sporgömmesamling
Sporgömmesamling eller sorus (i plural sori) är en struktur på undersidan av blad hos ormbunkar. En sporgömmesamling består av en mängd sporangier och ibland ett täckfjäll (svepefjäll, indusium) som skyddar de unga sporangierna. Formen på sporgömmesamlingen är ofta av betydelse när man ska artbestämma en ormbunke.

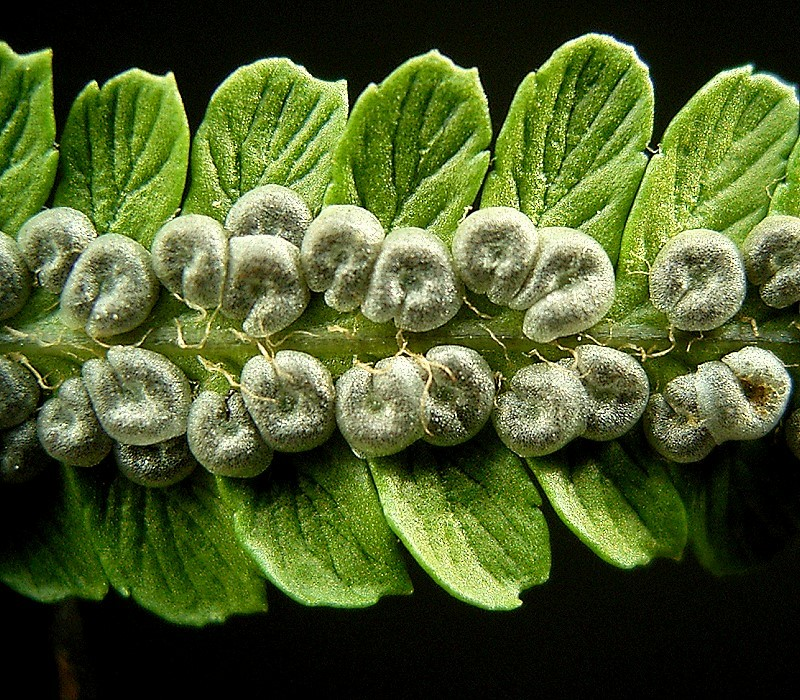
Träjon, omogna sori med gröna indusier.
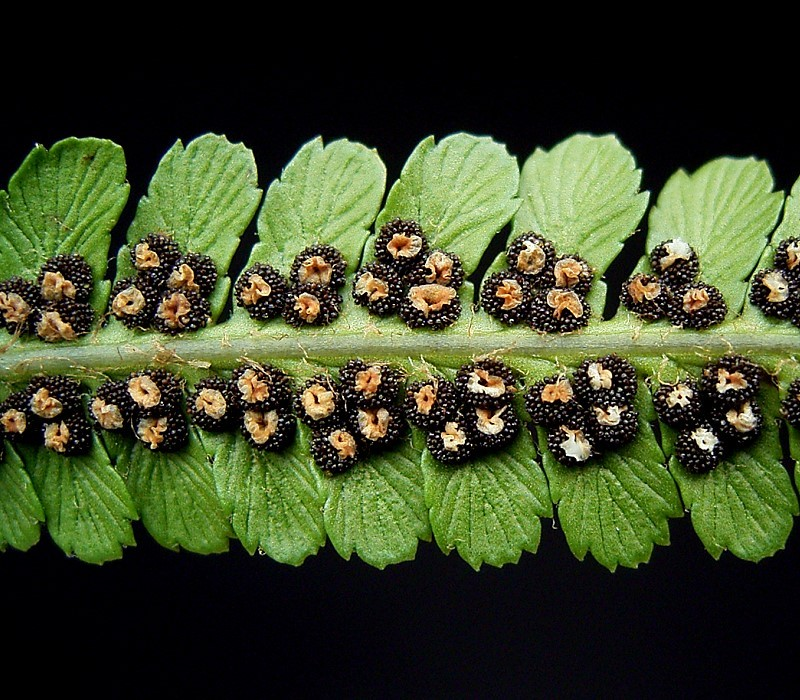
Träjon, mogna sori med torra indusier.
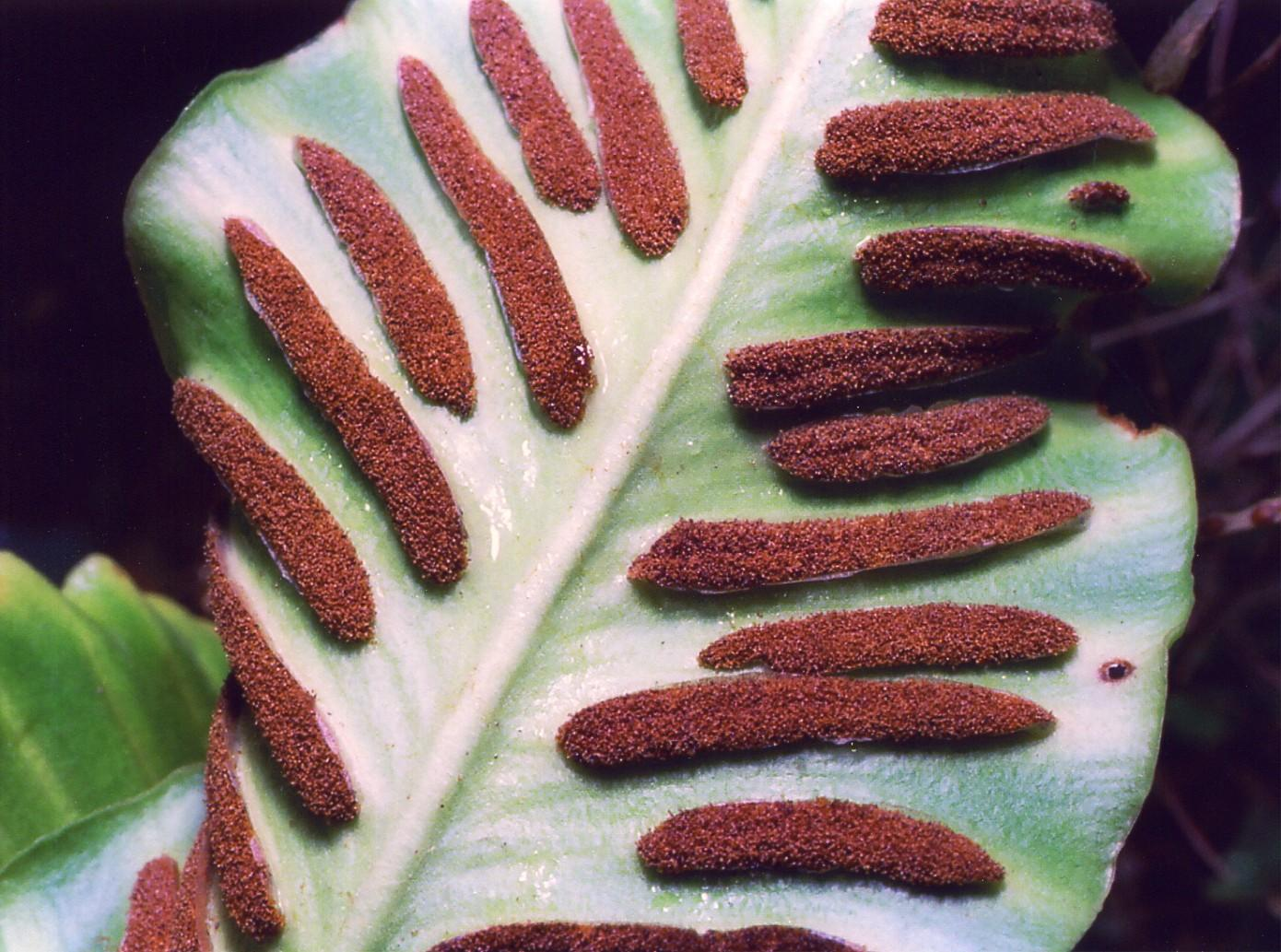
Långsmala sori på Asplenium scolopendrium.